# Boże Narodzenie na Ukrainie

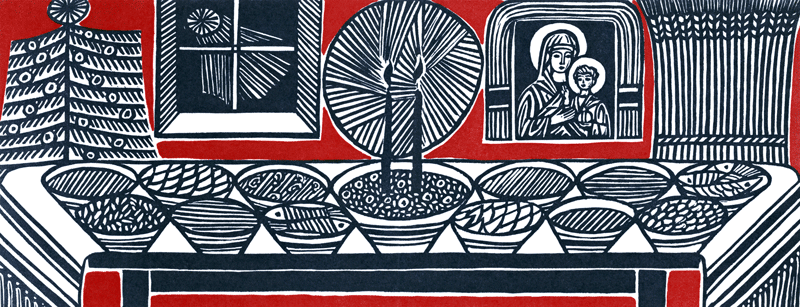
Dwunastodaniowa wieczerza wigilijna – Jacques Hnizdovsky

Tradycyjny ukraiński cykl bożonarodzeniowy obejmuje okres od 6 stycznia (Wigilia, ukr. Swiatyj weczir, Swiatweczir) do 19 stycznia (święto Chrztu Pańskiego, ukr. Wodochreszcze, Wodochreszcza). Związane z tym cyklem charakterystyczne obrzędy i zwyczaje ukształtowały się jako wynik długotrwałego wzajemnego oddziaływania kultury chrześcijańskiej oraz pierwotnych wierzeń i obrzędów dawnych Słowian.
Od 2023 roku Kościół Prawosławny Ukrainy, Ukraiński Kościół Greckokatolicki, Eparchia mukaczewska Rusińskiego Kościoła Greckokatolickiego i kościoły protestanckie, z wyjątkiem Ukraińskiego Kościoła Prawosławnego Patriarchatu Moskiewskiego, zdecydowały się na przejście na kalendarz nowojuliański, w którym cykl bożonarodzeniowy trwa od 24 grudnia do 6 stycznia.

## Wigilia

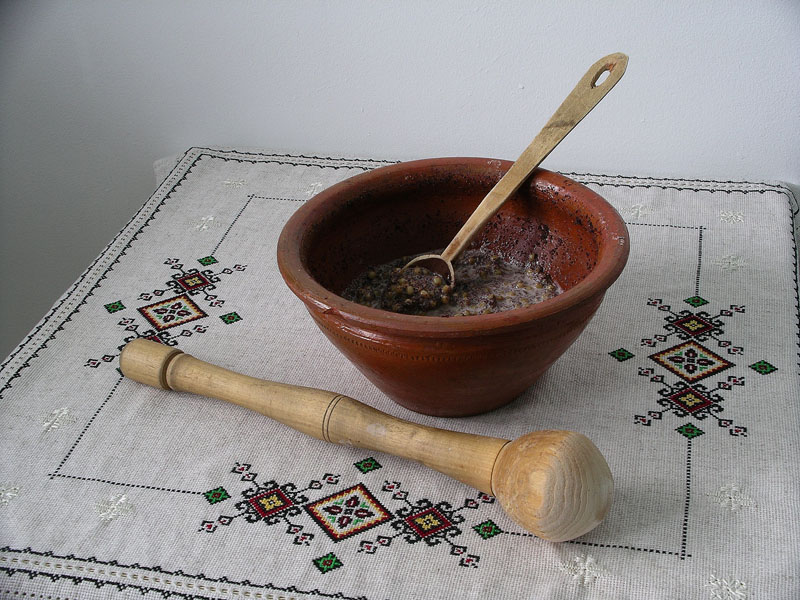
Kutia w makutrze

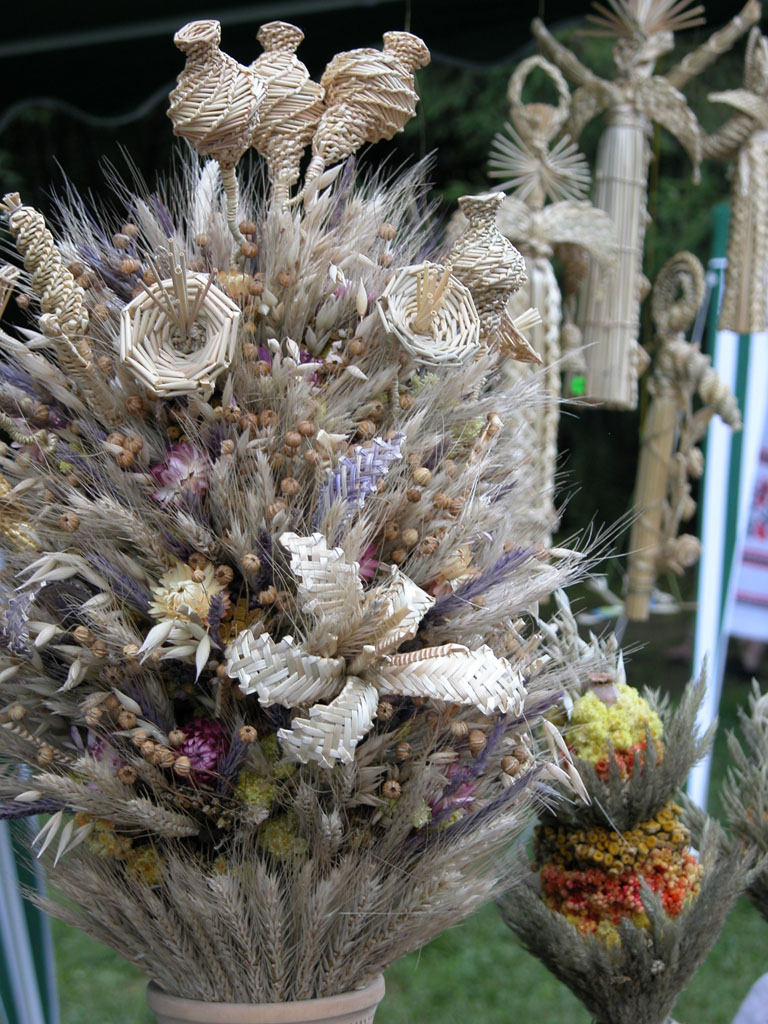
Współczesny ozdobny diduch

W tradycji ukraińskiej dzień poprzedzający święto Bożego Narodzenia określany jest jako „Swiatweczir” (Святвечір), „Bahatweczir” (Багатвечір), „Bahata Kutia” (Багата Кутя) bądź „Wilija” (Вілія). 
W dniu wigilii, przypadającym według kalendarza gregoriańskiego na 6 stycznia, gospodarz wnosił do chaty ozdobę wykonaną z kłosów żyta, nazywaną diduchem, symbolizującą urodzaj, którego oczekiwano w nadchodzącym roku. Przystrojony kolorowymi wstążkami diduch umieszczany był pod ikonami na pokuciu (symboliczne, najbardziej jasne miejsce w chłopskiej chacie, gdzie schodziły się prostopadle dwie ławy i zasiadano między innymi do świątecznych posiłków). Zdobionemu snopowi towarzyszyły symbole gospodarskiego trudu – często przewiązany był on żelaznym łańcuchem, kładziono również obok niego jarzmo, chomąto, elementy pługa. Diduch przebywał w chacie przez cały cykl bożonarodzeniowy i był nie tylko ozdobą, ale również symbolem pochodzącym jeszcze z czasów przedchrześcijańskich i uosabiającym więź z duchami przodków, którzy choć znajdują się już w innym świecie, to jednak bezcieleśnie uczestniczyli wraz z całą rodziną w wieczerzy. Również i współcześnie obserwuje się na Ukrainie powrót do tradycji dekorowania domu diduchem, zamiast nie mającą korzeni w ukraińskiej obrzędowości choinką.
W skład dawnych ukraińskich obrzędów wigilijnych wchodziły liczne czynności magiczne, mające na celu odpędzenie złych sił na cały nadchodzący rok. Czynności te obejmowały między innymi obchodzenie wszystkich izb w chacie z trzymanymi w ręku miodem, makiem i świeżo upieczonym chlebem czy obfite posypywanie ziarnami maku ziemi przed oborą ze zwierzętami gospodarskimi. Ponadto w każdym z czterech rogów wigilijnego stołu gospodyni kładła pod obrusem po ząbku czosnku. 
Tradycyjna ukraińska wieczerza wigilijna składała się, w zależności od regionu, z dwunastu bądź dziewięciu postnych potraw, wśród których powinny były znaleźć się barszcz, ryba, grzyby, pierogi z fasolą bądź kapustą, duszone ziemniaki, kompot z suszonych owoców (ukr. uzwar) oraz kutia. Za najważniejsze obrzędowe danie uważana była od zawsze kutia. Zgodnie z tradycją przyrządza się ją z gotowanych ziaren pszenicy lub jęczmienia (wyjątkiem jest południe Ukrainy, gdzie robi się ją z ryżu) z dodatkiem miodu, maku i bakalii. Z kutią związanych było wiele czynności obrzędowych, świeżo przygotowana powinna była stać na pokuciu przez cały cykl bożonarodzeniowy.
Kolacja wigilijna jest w wierzeniach ukraińskich wieczerzą, do której przystępuje cały ród, zarówno jego żywi, jak i zmarli członkowie. Pamiętając o martwych członkach rodziny żywi zostawiali im na oknach kutię i uzwar, a w kątach izb rozrzucano gotowany bób. Obowiązkiem gospodarza było też symboliczne zaproszenie dusz przodków do wieczerzy – czyniono to poprzez trzykrotne obejście stołu z kutią i woskową świecą i wygłoszenie modlitwy z prośbą do Boga, by ten zezwolił przystąpić do kolacji również martwym członkom rodziny.
Na ziemiach ukraińskich bardzo rozpowszechniona była również tradycja wymieniania się wigilijnymi potrawami. Przyjęte było posyłanie dzieci, by te zaniosły świąteczne jedzenie mieszkającym w pobliżu krewnym, rodzicom chrzestnym czy chociaż biednym sąsiadom. 

## Boże Narodzenie

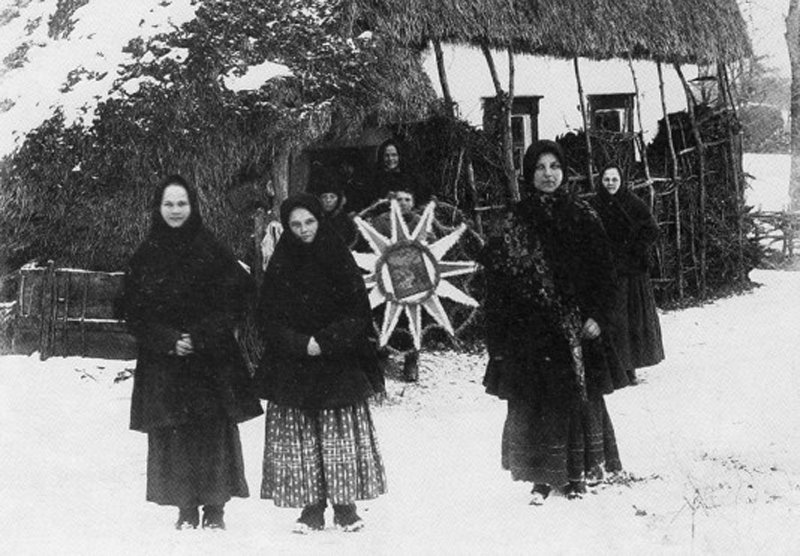
Ukraińscy kolędnicy z początku XX wieku, zdjęcie wykonane na terenie ówczesnej guberni charkowskiej

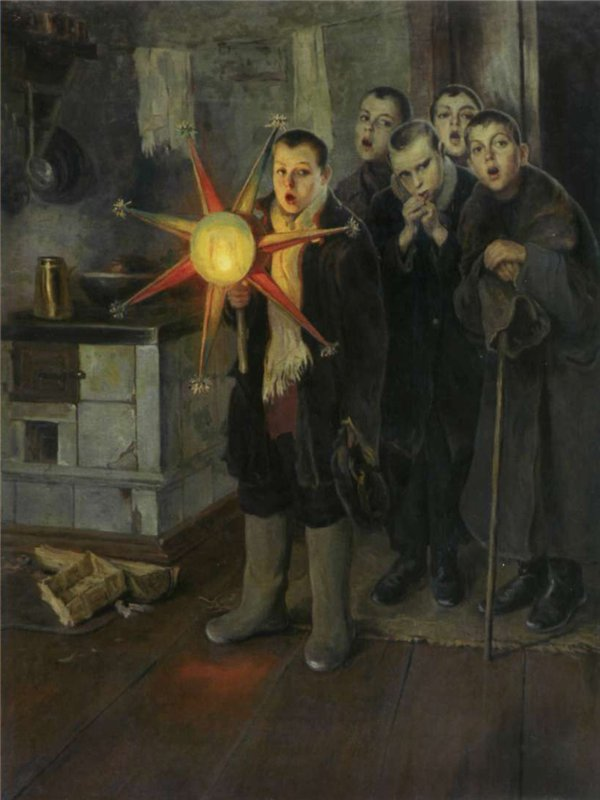
Kolędnicy sportretowani przez Nikołaja Pimonenkę, obraz z lat 80. XIX wieku

Obchody Bożego Narodzenia rozpoczyna służba w cerkwi – Wełyke Poweczirja. Modlitwy rozpoczynają się o północy i trwają do 4–5 rano. 
Przyjęte jest, by po powrocie z cerkwi domownicy pozdrawiali się nawzajem zdaniem Chrystos rożdajetsia! (Chrystus się rodzi!), na które odpowiada się Sławimo joho (Sławmy go). Domownicy od razu po powrocie z cerkwi zasiadali do porannego posiłku, który musiał zakończyć się przed wschodem słońca. Był to ostatni postny posiłek długiego Postu Filipowego. Od tego czasu można już było spożywać niepostne potrawy. W każdej rodzinie starano się zawczasu przygotować na ten okres tradycyjne dania mięsne – kiełbasy, okorok, chołodeć i inne.
Po południu rozpoczynało się składanie wizyt swoim bliskim. Pierwszego dnia świąt w niektórych ukraińskich regionach (Ukraina Słobodzka, Huculszczyzna, Polesie) rozpoczynało się również masowe kolędowanie. Na Pokuciu dzieci kolędowały natomiast już w wieczór wigilijny. Na zachodnim Podolu kolędowano dopiero od drugiego dnia świąt. Ogólną zasadą było jednak to, że pierwsze kolędowały dzieci, a dopiero potem młodzież i dorośli.
Wykonywane w okresie bożonarodzeniowo-noworocznym charakterystyczne ukraińskie koliadky i szczedriwky, jak również sam zwyczaj kolędowania, ma na Ukrainie pochodzenie przedchrześcijańskie. U jego podstaw leżało pierwotne magiczne przekonanie, iż życzenia wypowiedziane w czasie przejściowym od starego do nowego roku zdolne są zaklinać rzeczywistość. Dlatego też główne miejsce w pierwotnych ukraińskich kolędach i szczedriwkach posiada motyw wielkiego urodzaju i dobrobytu, odzwierciedlający nadzieje i dążenia pierwotnej rolniczej społeczności. Z czasem pierwotne obrzędy agrarno-noworoczne uległy chrystianizacji, co doprowadziło do powstania dwóch genetycznie odrębnych form kolędowania: świeckiej i cerkiewnej. Kolędy i szczedriwki o treści ściśle religijnej przeżywają okres wielkiego rozkwitu od II połowy XIX wieku. Utwory te przekazują treści zaczerpnięte zarówno z Biblii, jak i różnych opowiadań apokryficznych.
Zbiór tradycyjnych ukraińskich pieśni kolędniczych cechuje się wielką rozmaitością tematyczną. Umownie można je podzielić na pieśni związane z pracą na roli (największa grupa, zawierają kierowane do gospodarza i gospodyni życzenia dobrobytu, spokoju i szczęścia rodzinnego), myśliwskie, wojskowe, baśniowo-fantastyczne, miłosne oraz biblijno-religijne. 
Na wschodzie Ukrainy atrybutem kolędników była zwykle ozdobiona kolorowym papierem i wstążkami gwiazda, wykonana ze zwykłego rzeszota, do której przyprawiano od 5 do 12 „rogów”. Na Ukrainie Zachodniej kolędować chodzono z wertepem – rodzajem bożonarodzeniowej szopki, która swą formą przypominała cerkiew albo chłopską chatę.

## Pozostałe święta cyklu bożonarodzeniowego

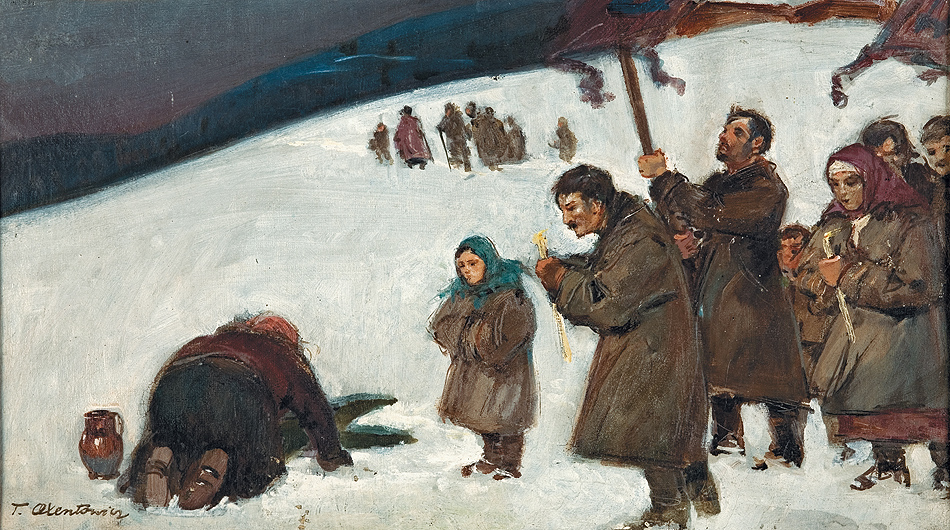
„Święto Jordanu”, obraz Teodora Axentowicza

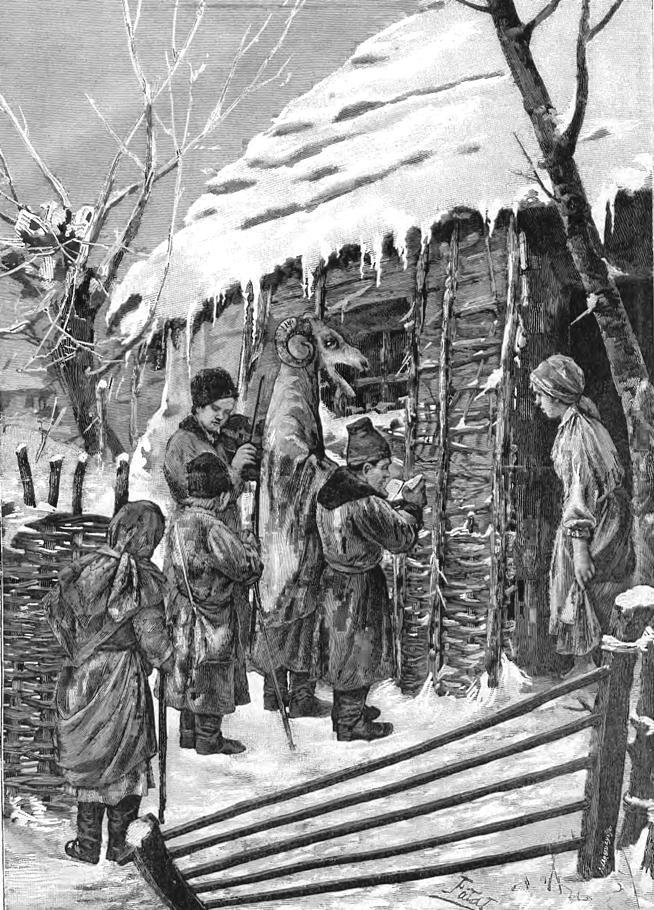
„Kolędnicy z kozą na Rusi” rysunek Fałata opublikowany w „Tygodniku Ilustrowanym” (nr 52/1883)

### Małanka i „Stary Nowy Rok”
Ostatni dzień starego i pierwszy dzień nowego roku (13 i 14 stycznia według kalendarza gregoriańskiego) obchodzone są jako święta Małanki oraz Wasyla. W XIX wieku dni te przerodziły się wśród wiejskiej społeczności w specyficzny karnawał. W przeddzień Nowego Roku (13 stycznia według kalendarza gregoriańskiego) obchodzono Małankę. Nazwa tego święta pochodzi od postaci św. Melanii, pamięć której obchodzi tego dnia Cerkiew prawosławna. W czasie Małanki (święto nazywano także często Szczedryj Weczir) grupy śpiewacze odwiedzały poszczególne gospodarstwa wykonując szczedriwki – pieśni obrzędowe zawierające życzenia urodzaju, zdrowia i dostatku w przyszłym roku (od których pochodzi nazwa samego obrzędu ich śpiewania – szczedruwannia). Szczedruwannia było w wielu regionach widowiskiem teatralizowanym, popularnym było towarzyszące mu obrzędowe przedstawienie o nazwie „Koza”, w którym wykorzystywano maski. Nazwa pochodzi od głównego bohatera widowiska, którym był chłopak przebrany za kozę, wykonujący taniec mający symbolizować bieg czasu (zawierał elementy „umierania” i „ożywania” kozy). Początkowo magiczny obrzęd „Kozy” z czasem stracił pierwotne znaczenie i przekształcił się w przedstawienie o treści humorystycznej. Humorystyczną treścią cechuje się również obrzęd „Małanka”, w którym jeden z chłopców odgrywa rolę niezdarnej gospodyni.
W ostatni dzień starego roku przygotowywano wieczerzę o nazwie Szczedra Kutia. W odróżnieniu od wieczerzy przed świętem Bożego Narodzenia potrawy podczas Szczedrej Kuti nie musiały być postne. Na Naddnieprzu przygotowywano na przykład pierogi z mięsem i gryczane naleśniki na smalcu, na południu Ukrainy przyjęte było przygotowywanie obwarzanków. Małanka była również dniem różnego rodzaju wróżb na nadchodzący rok.
14 stycznia obchodzony jest na Ukrainie jako „Stary Nowy Rok” (ukr. Staryj Nowyj Rik). Tradycja świętowania „starego nowego roku” w noc z 13 na 14 stycznia (odpowiadającą nocy z 31 grudnia na 1 stycznia w kalendarzu juliańskim) powstała po roku 1918, gdy na wszystkich terenach etnograficznie ukraińskich wprowadzono administracyjnie kalendarz gregoriański. W tradycji prawosławnej pierwszy dzień Nowego Roku nazywany jest dniem Wasyla, ze względu na przypadające w tym dniu wspomnienie liturgiczne Bazylego Wielkiego.

### Hołodna Kutia
Dzień 18 stycznia, czyli wigilia święta Chrztu Pańskiego (ukr. Wodochreszcza bądź Jordan), określany jest jako Hołodna Kutia bądź „druga Wigilia” (ukr. Druhyj swiatweczir). W dniu tym obowiązuje srogi post. Wieczorem domownicy zasiadają do tradycyjnej kolacji, na której tak jak podczas wieczerzy przed świętem Bożego Narodzenia podaje się postne potrawy – smażoną rybę, pierożki z kapustą, gryczane naleśniki smażone na oleju, kutię oraz kompot z suszonych owoców. Po zmroku następuje wyniesienie z domu diducha, co jest symbolicznym zakończeniem cyklu bożonarodzeniowo-noworocznego. Diduch powinien zostać spalony – jest to pozostałość po starym obrzędzie symbolicznego pożegnania zimy i wzywania wiosny.  
W ten dzień w cerkwiach odbywa się również świąteczne nabożeństwo połączone z poświęceniem wody. Przyniesioną z cerkwi wodą święconą gospodarz zobowiązany był skropić wszystkich przebywających w domu.

### Chrzest Pański
Cykl bożonarodzeniowy kończy święto Chrztu Pańskiego, przypadające według kalendarza gregoriańskiego na dzień 19 stycznia. W ten dzień po Boskiej Liturgii z cerkwi wyrusza procesja do najbliższego jeziora lub rzeki, gdzie następuje poświęcenie wody. Kapłan trójramiennym świecznikiem robi znak krzyża nad wodą, zanurza go trzykrotnie w wodzie, błogosławiąc ją. Taką poświęconą wodę wierni czerpią z przerębla i zabierają do domu, skrapiając nią następnie zabudowania oraz zwierzęta domowe i hodowlane.